# Maniola jurtinoides
Maniola jurtinoides är en fjärilsart som beskrevs av Turati 1911. Maniola jurtinoides ingår i släktet Maniola och familjen praktfjärilar. Inga underarter finns listade i Catalogue of Life.